# 굴

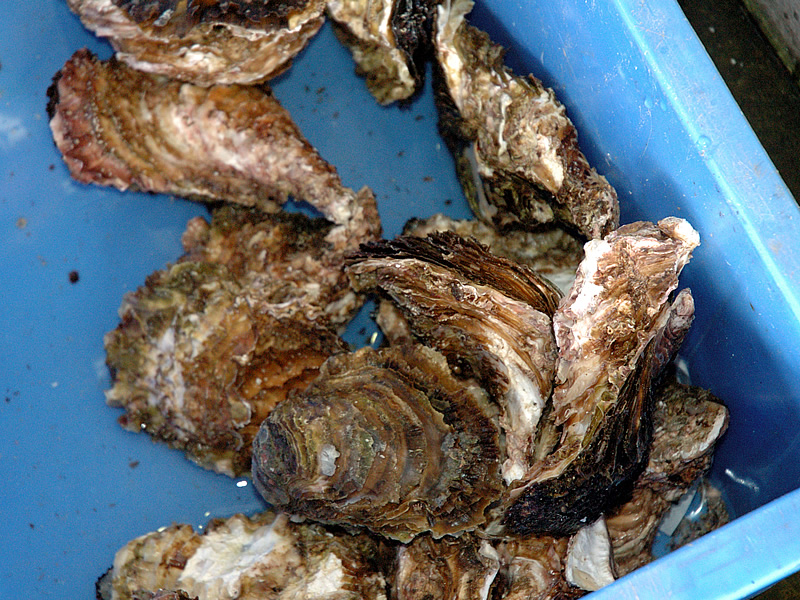
굴.

굴은 바다에서 사는 굴과의 연체동물 가운데 먹는 것의 총칭이다. 바위에 붙어 살기 때문에 석화(石花)라고도 한다. 조개껍데기 속에는 부드러운 몸체가 있다. 아가미는 음식물을 모아 위에서 소화하도록 하며, 안쪽의 내전근으로 껍질을 여닫는다.
굴은 익혀서 먹기도 하지만 생으로도 먹는데, 중세 유럽에는 미약으로 알려져 있었다. 음식으로서 작용에 대해 자세히 서술한 책으로는 M. F. K. Fisher가 쓴 《Consider the Oyster》라는 책이 있다.
한편 굴은 미국 공익과학센터(CSPI)가 미국 질병통제예방센터(CDC)의 자료를 토대로 열거한 가장 위험한 음식에서 4위를 차지하기도 하였다.
이는 굴이 노로바이러스나 비브리오에 쉽게 오염되기 때문이다.
굴은 영양가가 풍부해 '바다의 우유'라고도 불린다. 가을부터 겨울 동안에 영양가가 높고 맛이 좋다.

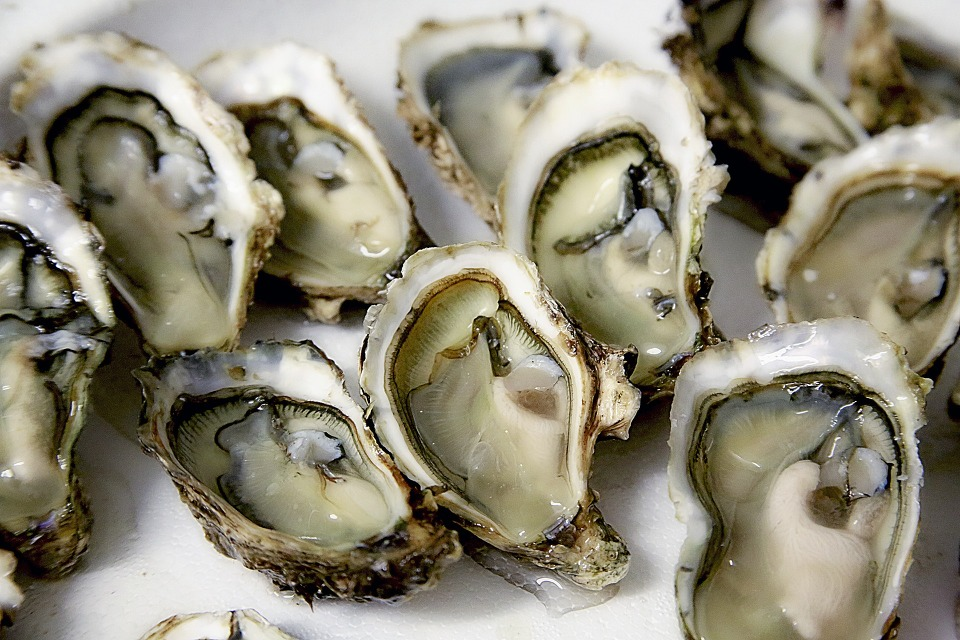
굴

## 영양 성분과 효능
굴에는 비타민과 미네랄이 풍부하다. 비타민A, B1, B2, B12, 철분, 동, 망간, 요오드, 인, 칼슘, 아연 등이 많다. 참굴의 경우 먹을 수 있는 부분 기준 100g 당 인이 115mg, 철분이 75mg이다. 굴의 당질의 대부분은 글리코겐인데, 이 성분은 소화 흡수가 잘 되어서 어린이나 노약자, 환자 등에게 부담을 주지 않는 식품으로 권장된다.
옛날부터 빈혈과 간장병 후의 체력회복에 좋은 강장식품으로 여겨져 왔다. 한방에서는 땀을 흘리지 않게 하고 신경쇠약에 효과가 있는 것으로 여기며, 뇌일혈과 불면증에 좋다고 한다. 굴껍질은 간장 및 장질환과 두통에 가루내어 달여 먹으면 특효가 있다고 한다.

## 양식
식용에 이용되는 굴의 종류에는 참굴·아메리카굴·포르투갈굴·호주굴·봄베이굴·갓굴·토굴·유럽굴·올림피아굴 등이다. 굴양식은 옛날부터 중국에서 이루어져 왔으며, 기원전 1세기에 나폴리에서 양식되었다는 기록이 남아 있다.
성숙한 굴은 내만의 수온이 2-5 °C로 되는 5-8월이 산란기이다. 수중을 부유하고 있는 유생은 0.4mm 정도로 자라면 바위에 부착하기 시작하는데, 이 시기를 보아 굴껍데기나 큰가리비의 조가비를 연결한 부착기를 바닷속에 넣어 치패(稚貝)를 부착시켜 채묘(採苗)한다. 부착된 치패는 4~5일 정도 경과하면 깨알 정도로 커지는데, 이것을 종(種)굴이라고 한다.
수하식 양식은 종굴이 언제나 바닷속에 잠겨 있으므로 간조시에 노출되는 바위의 굴보다 성장이 빠르다. 굴의 부착성을 이용하여 조개껍데기 등의 부착기에 붙인 다음, 이 부착기를 다시 긴 줄에 꿰어 뗏목·뜸에 매달아 수하시켜 양식한다. 양식생물을 부착시키기 위해 부착기를 꿴 줄을 수하련(垂下連)이라 하며, 현대식 양식은 대부분 이 방법을 쓴다. 수하식 양식에는 말목식·뗏목식·로프(밧줄)식 등이 있다.
말목식(또는 간이 수하식)은 물이 얕은 연안에 말목을 박고, 그 위에 나무를 걸쳐서 수하연을 매달아 양식하는 방법인데 시설이 간단하여 굴의 종묘생산에 많이 이용된다. 뗏목식은 대나무·쇠파이프 등으로 뗏목을 만들고 그 아래에 합성수지로 만든 뜸통을 달아서 부력을 크게 한 것에다 수하연을 매단 것인데, 이 방법은 시설비가 많이 들기 때문에 굴 양식이 시작된 초기에는 많이 쓰였으나 현재는 거의 쓰이지 않는다. 로프식은 연승식(連繩式)이라고도 하는데, 수면에 로프를 뻗쳐 뜸통을 달아 뜨게 하고, 양끝을 닻으로 고정시킨 다음, 이 로프에 수하연을 매단 것이다. 파도에 견디는 힘이 크기 때문에 내만(內灣)뿐 아니라 비교적 외해에도 설치할 수가 있다.
비가 많이 와서 바다에 민물이 많이 유입되면 산소가 모자라 굴이 말라죽는 현상(빈산소수괴)이 홍합, 멍게, 미더덕 양식장 뿐 아니라 굴 양식장에서 발생한다.

## 생산과 유통
한국에서 통영은 전체 생산량의 70%를 차지하고 있으며 마른굴, 훈제굴의 형태로 미국과 일본 등으로 매년 수출된다. 중국에서 인기를 끌어 통영굴의 중국수출이 증가하고 있다.

## 식재료
걸리버 여행기의 작가 조나단 스위프트는 "굴을 처음 먹어본 사람은 매우 용감한 사람이었을 것이다."라고 말했다. 선사시대부터 굴을 먹었다는 흔적은 굴 무덤이 세계 곳곳에서 발견된다는 것으로 알 수 있다.
서양에서는 굴은 특이하게도 각 달의 영어 이름에 R 자가 들어갈 때만 먹는다. 9월부터 이듬해 4월까지가 이에 해당한다. R 자가 들어가지 않은 5월부터 8월까지는 먹지 않았다. 한국에서도 옛날부터 굴은 보리가 패면 먹어서는 안 된다고 했다. 수온이 오르면 맛이 없고, 특히 7~8월은 굴의 산란기로 독소가 나오기 때문이다. 날이 추워지는 11월부터 1월까지는 굴 맛의 절정기다.

### 한식

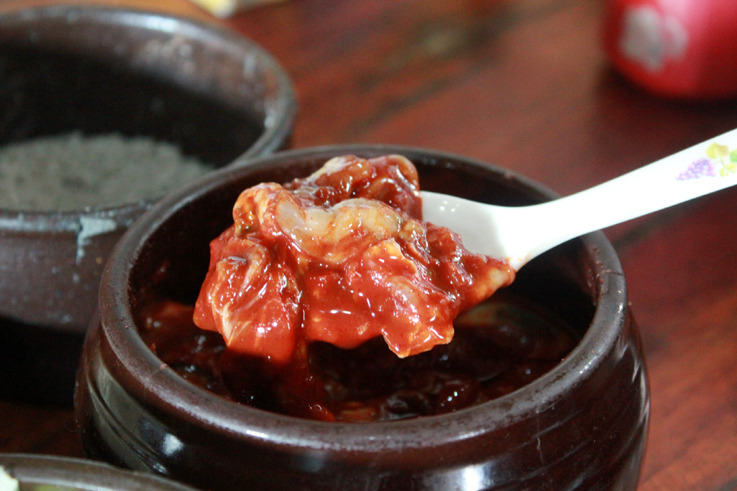
어리굴젓

한국에서는 생굴로 많이 먹는다. 물에 살짝 헹구어 초장에 찍어먹는 것이 일반적이다. 이 밖에 굴국밥으로 만들어 먹기도 하며, 굴구이, 굴튀김, 굴전, 굴무침 등도 인기 있는 안주이다. 젓갈로 무쳐먹기도 하는데 이를 어리굴젓이라고 부른다. 어리굴젓은 충청남도 서산에서 생산된 것이 가장 유명하다.

## 같이 보기
- 별미
- 어아찌안
- 굴소스
- 적조

## 참고 문헌
- 이 문서에는 다음커뮤니케이션(현 카카오)에서 GFDL 또는 CC-SA 라이선스로 배포한 글로벌 세계대백과사전의 내용을 기초로 작성된 글이 포함되어 있습니다.